# Селифонтов, Памфил Селифонтиевич
Памфил Селифонтиевич Селифонтов (г/р 1412) — новгородский староста, посол, боярин.
Сын родоначальника дворян Селифонтовых и Ураковых, вотчинника, боярина Селифонтия Твердиславня.

## Биография
Памфил Селифонтиевич родился (1412). Староста Федорковской на Торговой стороне улицы. В послах от новгородского веча к польскому королю Казимиру Святому (1471). Был в опале у Москвы. Владел сельцом, водами и лесом на Верхнем и Нижнем Пигмоозере близ Новгорода. Другая вотчина на берегу Онежского озера по реке Тубе и около Тубозера. Земли эти он променял Богдану Ермолину на земли, воды и леса в Унай Губе по реке Шале. Вотчину по Пигмоозеру по духовной грамоте отдал Палеостровскому монастырю, а Унайскую вотчину отдал Палеостровскому и Моромскому монастырю (около 1487). За ним, по писцовой книге, оставалась вторая половина Деревской пятины в Морозовичском погосте деревня Змеево, отписанная на великого московского князя Ивана III Васильевича (около 1495).
Во 2-й половине XV века подписался на приговоре старцев Вяжитского монастыря по поводу раздела монастырских земель.
Памфил Селифонтович принял иночество с именем Пахомий, инок Палеостровского и Соловецкого монастырей. Друг преподобного Зосимы Соловецкого.

## Семья
Сыновья:
- Дементий (г/р 1438).
- Лаврентий, в иночестве Игнатий, вотчинник на Пигмоозере и Унайской губе.
- Марк, купеческий староста в Новгороде, задержан и отведён в стан великого князя Ивана III Васильевича в Руссу (1478)[1].